# Kārlis Šadurskis
Kārlis Šadurskis (ur. 11 października 1959 w Rydze) – łotewski matematyk, wykładowca akademicki i polityk, minister oświaty i nauki (2002–2004, 2016–2018), poseł do Parlamentu Europejskiego VII i VIII kadencji.

## Życiorys
W 1982 ukończył studia matematyczne w Ryskim Instytucie Politechnicznym, następnie pracował jako docent na Wydziale Nauk Komputerowych i Technologii Informatycznych macierzystej uczelni, stojąc na czele Katedry Statystyki i Teorii Prawdopodobieństwa. Uzyskał stopień doktora nauk matematycznych, jest autorem licznych publikacji naukowych oraz uczestnikiem międzynarodowych konferencji. Członek łotewskiego towarzystwa matematycznego oraz łotewskiego związku naukowców.
Na przełomie lat 80. i 90. działał w Łotewskim Froncie Narodowym. Do polityki powrócił w 2002, gdy znalazł się wśród założycieli i członków zarządu Nowej Ery. W 2002 uzyskał mandat posła na Sejm VIII kadencji. W listopadzie tego samego roku objął funkcję ministra oświaty i nauki w rządzie Einarsa Repšego, którą sprawował do 9 marca 2004. Po opuszczeniu przez Nową Erę centroprawicowej koalicji rządowej stanął na czele Klubu Poselskiego JL (2004–2006). W 2006 uzyskał reelekcję do Sejmu IX kadencji, gdzie pełnił obowiązki wiceprzewodniczącego klubu poselskiego JL.
W 2008 odszedł z partii i związał się ze Związkiem Obywatelskim, z listy którego w wyborach w 2009 kandydował do Parlamentu Europejskiego; zajął pierwsze niemandatowe miejsce wśród kandydatów tego ugrupowania. W wyborach w 2010 został wybrany na posła z ramienia koalicji Jedność. W latach 2010–2011 pełnił funkcję sekretarza Sejmu X kadencji.
1 grudnia 2011 w związku z wejściem w życie traktatu lizbońskiego został posłem do Parlamentu Europejskiego. W 2014 nie uzyskał reelekcji do PE, w tym samym roku ponownie został jednak wybrany do parlamentu krajowego z listy Jedności. W 2016 był kandydatem tego ugrupowania na premiera, gdy do dymisji podała się Laimdota Straujuma. W rządzie Mārisa Kučinskisa w lutym tego samego roku został ministrem oświaty i nauki.
W listopadzie 2018 odszedł z gabinetu, obejmując wakujący mandat eurodeputowanego VIII kadencji. Wykonywał go do lipca 2019. W 2020 został wybrany na radnego Rygi. W październiku 2021, po śmierci Ojārsa Ēriksa Kalniņša, po raz kolejny objął mandat posła na Sejm.